# سیارک ۶۸۵۶
سیارک ۶۸۵۶ (به انگلیسی: 6856 Bethemmons، نامگذاری:1989EM) شش هزار و هشتصد و پنجاه و ششمین سیارک کشف شده‌است که در ۵ مارس ۱۹۸۹ کشف شد.
قدر مطلق سیارک برابر ۱۳٫۶۰ است.